# Serge Beucherie
Serge Beucherie (Sannois, 17 de enero de 1955), fue un ciclista profesional francés reconvertido a director deportivo.

## Biografía
A finales de 1979, al no encontrar equipo dejó el profesionalismo, volviendo a recalificarse como amateur con el equipo ACBB. El director deportivo francés Jean de Gribaldy le da una segunda oportunidad y retorna al profesionalismo a principios de 1981. En este año consiguió su mayor logro al ganar el campeonato de Francia en ruta.
Cuando abandonó su carrera deportiva, se convirtió en director deportivo de grandes equipos como el conjunto  Z, Gan o el Crédit Agricole. Actualmente es el director general del IAM Cycling creado en 2013.

## Palmarés
1978
- 1 etapa de los Cuatro Días de Dunkerque

1981
- Campeonato de Francia en Ruta

1982
- Tour de Vendée

## Resultados en el Tour de Francia
- 1978 : 67.º
- 1979 : 87.º
- 1981 : 33.º
- 1984 : abandono